# Öllegård Wellton
Öllegård Wellton (18 de abril de 1932-26 de junio de 1991) fue una actriz teatral y cinematográfica de nacionalidad sueca, conocida por sus papeles en filmes dedicados al personaje Pippi Långstrump.

## Biografía
Su nombre completo era Ingeborg Viola Öllegård Wellton, y nació en Estocolmo, Suecia, siendo sus padres Otto Wellton, un inventor, y su esposa, Viola Uddgren. Era hermana del actor Ernst Wellton, nieta de Gustaf Uddgren y Anna Hoffman-Uddgren, sobrina de la actriz Alice Eklund y prima del actor Nils Eklund.
Öllegård Wellton se formó en la escuela teatral de Gösta Terserus en los años 1948 y 1949, haciendo lo mismo en la escuela del teatro Dramaten entre 1950 y 1953, trabajando en dicho teatro a partir del año 1956. Posteriormente actuó en diferentes teatros del país, entre ellos el Östgötateatern de Norrköping y el Riksteatern.
Wellton participó también en varias producciones cinematográficas, siendo conocida por sus papeles como madre de Tommy y Annika en películas protagonizadas por el personaje Pippi Långstrump. 
Además de su carrera interpretativa, Wellton fue profesora en la Escuela Teatral Calle Flygare, y propietaria del restaurante 
Fiskhuset Öllegården.
Öllegård Wellton falleció en Estocolmo, Suecia, en 1991. Fue enterrada en el Cementerio de la Iglesia de Solna, en el área metropolitana de Estocolmo. Se había casado por vez primera en 1950, con el artista Ivan Roos (1923–1999), permaneciendo unidos hasta 1953. En 1960 se casó con el actor Erik Hell, viendo juntos hasta la muerte de él en 1973. Tuvo dos hijos, Johan Hell (nacido en 1960), y el actor Krister Hell, nacido en 1962.

## Filmografía
- 1948 : Hammarforsens brus
- 1949 : Gatan
- 1949 : Törst
- 1949 : Skolka skolan
- 1953 : Vingslag i natten
- 1953 : Folket i fält
- 1953 : En skärgårdsnatt
- 1953 : Ogift fader sökes
- 1956 : Flamman
- 1959 : Brevet
- 1962 : Älskarinnan
- 1965 : Den nya kvinnan
- 1966 : Asmodeus
- 1967 : Jag är nyfiken – gul
- 1967 : Drottningens juvelsmycke
- 1968 : Carmilla
- 1968 : Vindingevals
- 1968 : Komedi i Hägerskog
- 1968 : Agent 0,5 och kvarten – fattaruväl!
- 1969 : Pippi Långstrump
- 1969 : Miss and Mrs. Sweden
- 1970 : På rymmen med Pippi Långstrump
- 1970 : Pippi Långstrump på de sju haven
- 1973 : Här kommer Pippi Långstrump
- 1976 : En dåres försvarstal (TV)
- 1985 : August Strindberg ett liv (TV)

## Teatro
- 1952 : South Pacific, de Richard Rodgers, Oscar Hammerstein y Joshua Logan, escenografía de Sven Aage Larsen, Oscarsteatern[5]
- 1954 : Thehuset Augustimånen, de John Patrick, escenografía de Sandro Malmquist, Riksteatern[6]
- 1964 : Se men inte höra, de Peter Shaffer, escenografía de Hasse Ekman y Gösta Ekman, Intiman[7]
- 1964 : Cyrano de Bergerac, de Edmond Rostand, escenografía de Per Oscarsson, Skansens friluftsteater[8]
- 1975 : El jardín de los cerezos, de Antón Chéjov, escenografía de Jan Håkanson, Stockholms stadsteater

## Teatro radiofónico
- 1967 : Buss på kontinenten, de Ove Magnusson, dirección de Olof Thunberg[9]